# 고무열
고무열(高武烈, 1990년 9월 5일~)은 대한민국의 전 축구 선수로 공격수 였다.

## 구단 경력
고무열은 포항 스틸러스 유소년팀인 포항제철공업고등학교 출신으로 2009 K리그 드래프트에서 포항 스틸러스에 우선 지명된 후 숭실대학교에 진학하였다. 2010년 3월 29일 숭실대학교 소속으로 출전한 덴소컵 한일 대학축구정기전에서 골을 넣으며 1-1 무승부에 힘썼다.
이후 2011년 신인 드래프트를 통해 포항 스틸러스에 입단했다. 고무열은 새롭게 부임한 감독이자 포항 스틸러스의 레전드인 황선홍의 번호인 18번을 받았고, 시즌 전 13번의 연습 경기에서 11골을 터뜨리며 눈도장을 찍었다. 2011년 3월 20일, 고무열은 리그 데뷔전을 치렀다. 2011년 5월 5일 K리그 컵에서 인천 유나이티드를 상대로 전반 8분 프로 데뷔 골을 기록했다. 이어 10월 30일 성남 일화 천마와의 경기에서는 2골 1도움으로 팀의 3-1 승리를 이끄는 등, 2011 시즌 10골 3도움을 기록하며 그 해 신인 선수들 중 가장 많은 골을 기록하였다. 하지만 2011 K리그 시상식의 '신인선수상' 부문에서는 당시 광주 FC 소속의 이승기(57표)에 이은 2위(48표)를 기록하는 데 그쳤다. 2012년에는 무릎 연골 수술을 받은 여파로 제대로 활약하지 못하였으나, 후반기 조금씩 되살아나 팀의 정규리그 3위와 FA컵 우승을 이끌었다. 2013년에는 정규리그 34경기에 나서 8골 5도움을 기록하며 팀의 정규리그 우승과 FA컵 우승에 기여하였고, 2013 K리그 시상식에서는 영플레이어상과 더불어 K리그 베스트 11 미드필더의 부문까지 수상하는 영예를 안았다. 2014 시즌에도 AFC 챔피언스리그 16강전 전북과의 1차전에서 결승골을 기록하는 등 팀의 8강 진출을 이끄는 활약을 보였으나, 시즌 막바지에는 고질적인 발목 부상으로 수술대에 올라 시즌을 조금 일찍 마감하였다.
2016년 1월 4일, 전북 현대 모터스로 이적하였다. 이후 2016년 AFC 챔피언스리그 조별리그 1차전인 FC 도쿄전에서 선발출전하며 전북에서 데뷔전을 치루었으며 이 경기에서 고무열은 데뷔골을 터뜨리며 팀의 2-1로 승리를 도왔다.
2018시즌부터 군문제로 인해 아산 무궁화 축구단에 입대했다. 2019년 3월 16일 열린 부천 FC 1995와의 경기에서 해트트릭을 기록하면서 팀의 3-2 승리를 이끌었다. 2019년 7월 21일 열린 서울 이랜드 FC와의 경기에서도 해트트릭을 기록하며 3-2승리를 이끌었다. 2019시즌 여름 아산에서 제대한 이후 전북으로 복귀했다.
2020시즌을 앞두고 강원 FC에 입단했다.
2023시즌을 앞두고 충남 아산 FC로 이적하였으나 여름 이적시장에서 수원 삼성 블루윙즈로 이적하였다.
2024시즌을 앞두고 서울 이랜드 FC로 이적했다.

## 국가대표 경력
2009년 2월 25일 U-20 국가대표에 소집되었다. 2011년 9월 21일 U-23 국가대표팀에서 2012 런던올림픽 아시아 지역 최종예선 1차전 오만과의 경기에서 선발출전하였다.
2013년 7월 11일, 2013 동아시안컵을 위한 국가대표팀에 소집되었고, 2013년 7월 24일, 중국과의 경기에서 첫 국가대표팀 데뷔를 하였다.

## 수상

### 구단
- K리그
  - K리그1 우승 : 2013, 2017, 2019
  - K리그2 우승 : 2018
- FA컵
  - FA컵 2012 우승
  - FA컵 2013 우승
- AFC 챔피언스리그
  - AFC 챔피언스리그 2016 우승

### 개인
- K리그
  - 2013년 K리그 영플레이어상
  - 2013년 K리그 클래식 베스트 11 미드필더(MF) 부문